# Серджіу Ніколаеску
Серджіу Флорін Ніколаеску (рум. Sergiu Florin Nicolaescu; 13 квітня 1930,Тиргу-Жіу — 3 січня 2013, Бухарест) — румунський кінорежисер, актор та політик.

## Біографія
Ніколаеску народився 13 квітня 1930 року в Румунії в Тиргу-Жіу. У віці п'яти років переїхав з батьками до міста Тімішоара. 1952 року закінчив механічний факультет Бухарестського політехнічного інституту. 1954 року покинув посаду інженера оптичного заводу. Його творча діяльність в кінематографії почалася з постановки сценаріїв і режисури науково-популярних фільмів. Його перший короткометражний фільм — «Звичайна весна» (1962 рік) — отримав міжнародну премію. Цього ж року вийшла в світ інша короткометражна робота — «Пам'ять троянд», яка також не залишилася непоміченою. 1967 року він поставив кінострічку «Даки», в якій Ніколаеску, ймовірно, запропонував публіці задуматися про парадоксальну історію румунського народу — нащадка даків і римлян — непримиренних ворогів. Далі він звернувся до «індіанської» теми, екранізувавши романи Джеймса Фенімора Купера «Слідопит» та інші. 1970 року режисер знову звернувся до історичної тематики, знявши кінострічку «Міхай Хоробрий». Це був найкращий комерційний проект румунської кінематографії.
Пізніше Ніколаеску зайнявся «легким» жанром, знімаючи «гангстерські» фільми, поставивши цілу серію кінострічок про комісара поліції Тудора Мікловану, де сам зіграв головну роль — «Чистими руками» (1972 рік), «Останній патрон» (1973 рік), «Комісар поліції звинувачує».
Усі фільми про Мікловану і Міхая Романе, поставлені не лише Серджіу Ніколаеску, а й іншими режисерами, створили серіал, який складають фільми «Комісар поліції і Маля», «Комісар поліції звинувачує», «Реванш», «Чистими руками», «Останній патрон», «Конспірація», «Важкий шлях на Тіпперарі», «Капкан». У 2008 році режисер ще раз воскресив свого улюбленого персонажа у фільмі «Що залишився в живих».
1985 року він представив свій фільм «Кільце». Для зйомок у цьому фільмі Ніколаеску проводив дуже інтенсивні тренування з боксу з екс-чемпіоном Європи. Інтенсивність цих тренувань можна порівняти з тренуваннями олімпійської команди Румунії, що відбулися паралельно в цей час. Ніколаеску на момент зйомок було 50 років.
У 1989 році Ніколаеску брав активну участь у поваленні диктатури президента Чаушеску. У 1992 році був обраний сенатором до румунського Парламенту. Також був віце-президентом комітету культури, мистецтва і засобів масової інформації. З листопада 2000 року він — віце-голова сенатської комісії з культури, мистецтва і ЗМІ, член комісії з оборони, громадського порядку та національної безпеки. Також входив до складу делегації парламенту Румунії в Парламентській асамблеї Організації з безпеки і співпраці в Європі.
Серджіу Ніколаеску — автор декількох книг про Румунську революцію 1989 року.
Був тричі одружений і ніколи не мав дітей, про що дуже жалкував. Але він говорив, що його діти — це його фільми, за ними його пам'ятатимуть.
У січні 2008 року двічі переніс операцію на мозку внаслідок травми. Йому було 78 років. Лікарі не давали йому шансів на успіх, тому що на момент першої операції він був повністю паралізований. Йому довелося вчитися ходити, говорити і писати заново, і він з успіхом все подолав після трьох місяців напружених вправ для тіла і мозку. Проте, після цих операцій він різко змінився, за його словами: він відчув, скільки йому років, змінилася і поведінка — він став нетерплячим і дратівливим. В останні роки проблеми зі здоров'ям ускладнили йому життя. Але він і далі знімав, знімався і планував нові фільми. Його величезна пристрасть до режисерства залишилася незмінною до кінця життя. На думку фахівців в галузі кіно, таке явище рідкісне для людей у його віці.
28 грудня 2012 року Ніколаеску був прооперований через розвиток перитоніту. Після операції почалися ускладнення, пов'язані з похилим віком пацієнта, 3 січня 2013 року о 20:20 вечора в лікарні швидкої допомоги «Еліас» в Бухаресті Ніколаеску помер.
За два дні його тіло кремували згідно з його бажанням.

## Фільми
| Рік  |   | Українська назва                       | Оригінальна назва                       | Роль                                                    |
| ---- | - | -------------------------------------- | --------------------------------------- | ------------------------------------------------------- |
| 1959 | ф | Устриці ніколи не говорять             | Scoicile n-au vorbit niciodata          | режисер                                                 |
| 1962 | ф | Звичайна весна                         | Primavara obisnuita                     | режисер                                                 |
| 1962 | ф | Пам'ять троянд                         | Memoria trandafirului                   | режисер                                                 |
| 1965 | ф | Урок нескінченності                    | Lectie in infinit                       | режисер                                                 |
| 1967 | ф | Даки                                   | Dacii                                   | режисер, актор (римський солдат Маркус)                 |
| 1968 | ф | Битва за Рим                           | Kampf um Rom I                          | другий режисер                                          |
| 1968 | ф | Шкіряна панчоха                        | Ciorap de piele                         | режисер                                                 |
| 1968 | ф | Останній із Могікан                    | Ultimul mohican                         | режисер                                                 |
| 1968 | ф | Пригоди на берегах Онтаріо             | Lacul din Ontario                       | режисер                                                 |
| 1968 | ф | Прерія                                 | Preeria                                 | режисер                                                 |
| 1969 | ф | Битва за Рим 2                         | Kampf um Rom II                         | другий режисер                                          |
| 1969 | ф | Звіробій                               | Vinatorul de cerbi                      | режисер                                                 |
| 1971 | ф | Міхай Хоробрий                         | Mihai Viteazul                          | режисер, актор (Селім-бей)                              |
| 1972 | ф | Тоді я засудив їх всіх до смерті       | Atunci i-am condamnat pe toţi la moarte | режисер, сценарист, актор (полковник фон Екк)           |
| 1972 | ф | Чистими руками                         | Cu mâinile curate                       | режисер, актор (Комісар Міклован)                       |
| 1972 | ф | Морський вовк                          | Lupul mărilor                           | режисер, актор (капітан Раффі)                          |
| 1972 | ф | Любов починається в п'ятницю           | Dragostea incepe vineri                 | актор (Conf. Univ. Mihai Visan                          |
| 1972 | ф | Помста                                 | Răzbunarea                              | режіссёpCapitanul Raffy / Hall                          |
| 1973 | ф | Останній патрон                        | Ultimul cartuş                          | режисер, актор (Комісар Міклован)                       |
| 1973 | ф | Фелікс і Отілія                        | Felix şi Otilia                         | актор (поміщик Леонід Паскалополь)                      |
| 1973 | ф | Конопатити                             | Pistruiatul                             | актор (Андрій)                                          |
| 1974 | ф | Комісар поліції звинувачує             | Un comisar acuză                        | режисер, сценарист, актор (Комісар Міклован)            |
| 1974 | ф | Безсмертні                             | Nemuritorii                             | режисер, сценарист, актор (капітан Андрій)              |
| 1974 | ф | Серпень у вогні                        | Un august in flacari                    |                                                         |
| 1974 | ф | Два роки канікул                       | Deux annees de vacances                 |                                                         |
| 1975 | ф | Острів скарбів                         | Insula comorilor                        | режисер                                                 |
| 1975 | ф | Пірати Тихого океану                   | Piraţii din Pacific                     | режисер                                                 |
| 1975 | ф | Гарячі дні                             | Zile fierbinţi                          | режисер, актор (начальник верфі Міхай Коман)            |
| 1975 | ф |                                        | Patima                                  | consilier artistic                                      |
| 1975 | ф | Поклик золота                          | Chemarea aurului                        |                                                         |
| 1976 | ф | Завжди винен (Кара)                    | Osânda                                  | режисер, сценарист, актор (прокурор Маріан)             |
| 1976 | ф |                                        | Roşcovanul                              | режисер, актор (охоронець)                              |
| 1976 | ф | Аварія (Нещасний випадок)              | Accident                                | режисер, актор (майор Петро)                            |
| 1977 | ф | За Батьківщину (Війна за незалежність) | Pentru patrie (Razboiul Independentei)  | режисер, сценарист, актор (князь Кароль)                |
| 1975 | ф | Золота людина                          | Omul de aur                             |                                                         |
| 1978 | ф | Реванш                                 | Revanşa                                 | режисер, сценарист, актор (комісар Міклован)            |
| 1978 | ф | Хто ж мільярдер?                       | Nea Mărin miliardar                     | режисер                                                 |
| 1978 | ф | Пригоди рудого Майкла                  | Mihail, câine de circ                   | режисер, актор (Харлі Кеннан)                           |
| 1979 | ф |                                        | Drumuri in cumpana                      | актор (1-й секретар партії Добре)                       |
| 1979 | ф | Остання ніч кохання                    | Ultima noapte de dragoste               | режисер, сценарист, актор                               |
| 1980 | ф | Капкан для найманців                   | Capcana mercenarilor                    | режисер, сценарист, актор (майор Тудор Андрій)          |
| 1981 | ф | Комісар поліції і малюк (Дуель)        | Duelul                                  | режисер, сценарист, актор (Комісар Міклован)            |
| 1982 | ф | Зустріч                                | Întâlnirea                              | режисер, актор (жандармський полковник)                 |
| 1982 | ф | Небезпечний поворот                    | Viraj periculos                         | режисер, актор (полковник Петро)                        |
| 1983 | ф | Жорстокий ринг                         | Ringul                                  | режисер, актор (Андрій)                                 |
| 1985 | ф | Золотошукачі                           | Căutătorii de aur                       | режисер                                                 |
| 1985 | ф | Чуляндра                               | Ciuleandra                              | режисер, сценарист                                      |
| 1985 | ф | День Z                                 | Ziua Z                                  | режисер, сценарист, актор (генерал Фріснер)             |
| 1986 | ф | Ми, на лінії фронту                    | Noi, cei din linia întâi                | режисер, актор                                          |
| 1987 | ф | Франсуа Війон                          | François Villon                         | режисер                                                 |
| 1989 | ф | Мірча                                  | Mircea                                  | режисер, актор (воєвода Мірча I Старий)                 |
| 1989 | ф | Карпатська легенда                     | Legenda carpatina                       |                                                         |
| 1990 | ф | Вогняна корона                         | Coroana de foc                          | режисер, актор (капітан Гарун)                          |
| 1990 | ф | Вільгельм-Завойовник                   | Cucerirea Angliei                       | режисер                                                 |
| 1994 | ф | Дзеркало - початок правди              | Oglinda - Inceputul adevarului          | режисер, сценарист, актор (генерал Фріснер)             |
| 1996 | ф |                                        | Punctul zero                            | режисер, сценарист                                      |
| 1999 | ф | Трикутник смерті                       | Triunghiul mortii                       | режисер, сценарист, актор (генерал Олександру Авереску) |
| 2004 | ф | Східний експрес                        | Orient Express                          | режисер, сценарист, актор (принц Андрій Морудзі)        |
| 2004 | ф | Афганістан                             | Afganistan                              | режисер                                                 |
| 2005 | ф | 15                                     | Cincisprezece                           | режисер, сценарист                                      |
| 2005 | ф |                                        | L 'Homme presse / Un om grabit          | Hilarion de Bois Rose                                   |
| 2008 | ф | Що залишився в живих                   | Supravieţuitorul                        | режисер, сценарист, актор (Комісар Міклован)            |
| 2008 | ф | Дракула - музична комедія              | Dracula - o comedie muzicala            | режисер                                                 |
| 2009 | ф | Кароль I                               | Carol I                                 | режисер, сценарист, актор (князь Кароль I)              |
| 2010 | ф | Покер                                  | Poker (film) \| Poker \| режисер}}      |                                                         |
| 2013 | ф | Лупу                                   | Lupu                                    | актор (мудрий старий)                                   |

### Інтерв'ю
- Interviu Sergiu Nicolaescu: «Sunt căsătorit a treia oara cu o fată cu 46 de ani mai tânără», 8 Aprilie 2010, Roxana Iliescu, Marea Dragoste, Revista Tango (рум.)
- Sergiu Nicolaescu: În film, i-am ucis copilul lui Mihai Viteazul, 12 aprilie 2010, Nicoleta Zaharia, Historia (рум.)
- Sergiu Nicolaescu: Viata mea e filmul! Ce m-as face eu daca n-as mai face filme?, 14 septembrie 2011, Corina Stoica, Revista Tango (рум.)
- INTERVIUL ZILEI. Sergiu Nicolaescu: «Ca politician, eu nu am furat nimic» [Архівовано 9 квітня 2012 у Wayback Machine.], 6 aprilie 2012, Mădălin Pribu, Evenimentul zilei (рум.)
- Sergiu Nicolaescu: Viata ca un film [Архівовано 19 квітня 2016 у Wayback Machine.], 8 mai 2009, Adrian Nicolae, Descoperă (рум.)
- Interviu audio Sergiu Nicolaescu (рум.)

### Інтерв'ю після революції
- Sergiu Nicolaescu — «Cortina de fier»[недоступне посилання], 13 ianuarie 2006, Vasile Surcel, Razvan Belciuganu, Jurnalul Național (рум.)
- Dezvăluiri — Ion Iliescu, și în guvernul Verdeț[недоступне посилання], 14 ianuarie 2006, Vasile Surcel, Razvan Belciuganu, Jurnalul Național (рум.)
- Sergiu Nicolaescu: «Militaru și Petre Roman au fost propuși de Brucan» [Архівовано 22 березня 2012 у Wayback Machine.], 16 martie 2010, Ana-Maria Lazăr, Adevărul (рум.)
- Teroriști din URSS, Ungaria și Occident[недоступне посилання], 9 decembrie 2004, Alex Mihai Stoenescu, Jurnalul Național (рум.)

### Відео
- Intervenția sa la TVR în 22 decembrie 1989 [Архівовано 24 грудня 2015 у Wayback Machine.] (рум.)